# عبد الرحمن بن عبد العزيز آل الشيخ
عبد الرحمن بن عبد العزيز بن حمد آل الشيخ (1320 هـ 1902 - 1412 هـ 1992) عالم دين سعودي، اسمه عبد الرحمن بن عبد العزيز بنِ حمد بن حسين بنِ حمد بنِ حسين ابنِ الشيخ محمد بن عبد الوهاب، ولد في حوطة بني تميم التابعة لمنطقة الرياض عام 1320 هـ الموافق 1902.

## نسبه
الشيخ عبد الرحمن من أسرة آل الشيخ المشهورة وهم من آل مشرف عشيرة من المعاضيد من فخذ آل زاخر الذين هم بطن من الوهبة من بني حنظلة من قبيلة بني تميم.

## نشأته وطلبه للعلم
نشأ عبد الرحمن في بيت والده عبد العزيز بن حمد، ودرس وحفظ القرآن الكريم على يديه ويدي جده حمد بن حسين وهو في سن صغيرة، ثم ترك حوطة بني تميم وهو في بداية عمره، متوجها إلى الرياض لطلبِ العلم حيث درس على يد كبار المشايخ ومنهم : محمد بن عبد اللطيف بن عبد الرحمن آل الشيخ ومحمد بن إبراهيم آل الشيخ وغيرهم، وتوسع في طلبِ العلم وبالأخص في تفسير القرآن الكريم وحفظ المتون.

## حياته العلمية
في عام 1331 هـ تم اختيار عبد الرحمن وهو في سن صغيرة من قبل الملك عبد العزيز مع مجموعة من المشايخ لتثقيف القبائل، حيث عاش بين مطير فترة، وبعد ذلك توجه إلى قحطان، وكان من ضمن الجيش الذي أرسله الملك عبد العزيز إبان الهجرة، كما أرسل أيضا لقرى الشمال ومكث فيها مدة لتعليم الناس هناك أصول الدين وتحفيظ القرآن، وأرسل بعد ذلك إلى منطقة الباحة مع بعضِ المشايخ وأسسوا مركز الدعوة بالضفير، ومكَث عندهم عدة سنوات داعية وإمام وخطيب، واستمر في ذلك حتى عام 1360 هـ.
وبعد ذلك عرض على ال الشيخ القضاء من قِبل رئيس القضاة عبد الله بن حسن آل الشيخ لكنه رفض ذلك لعدمِ رغبته في دخولِ مجال القضاء، وفي عام 1360 هـ تَلقَّى عبد الرحمن بن عبد العزيز بن حمد خطاب رئيس القضاة عبد الله بن حسن آل الشيخ والمتضمن تعيينه في وظيفة الوعظ والإرشاد بالحرم المكي، واستمر في هذا المنصب حتى تكوينِ هيئة الأمر بالمعروف والنهي عن المنكر، وتم تعيينه بهيئة الأمر بالمعروف بمكة المكرمة، وفي عام 1371 هـ صدرت الموافقة بتعيينه رئيسا لهيئة الأمر بالمعروف والنهي عن المنكر بجدة، والتي استمر فيها إلى أن تقاعد.

## وفاته
توفّي عبد الرحمن بن عبد العزيز ال الشيخ في جدة غرب المملكة العربية السعودية في 21 رمضان 1412هـ الموافق 25 مارس 1992م عن عمر تجاوز التسعين عاما، وصلّي عليه بالحرم المكي في مكة المكرمة، ودفن في مقبرة العدل.